# 神税
神税（しんぜい）とは、古代日本の律令制において、特定の神社の神戸から徴収された田租を貯蓄して保管し、神社の祭祀・修繕に用いるために充てられた稲穀。
国司が監督する官稲であるが、正税のように出挙に出すことは禁じられた他、天平6年（734年）の官稲混合以後も存置された。ただし、伊勢神宮の神郡の神税は例外的に伊勢神宮が直接管理した。平安時代に入ると、朝廷財政の悪化とともに神税の一部が平安京に送られて神祇官の官人の俸禄や経費に充てられた。